# Ponmagal Vandhal
Ponmagal Vandhal ( transl. La niña preciosa ha llegado ) es una película dramática legal en idioma tamil indio de 2020 escrita y dirigida por JJ Fredrick en su debut como director, y producida por Suriya bajo su estandarte 2D Entertainment . La película está protagonizada por Jyothika al frente de un elenco que incluye a R. Parthiban, K. Bhagyaraj, Thiyagarajan, Pratap K. Pothan y Pandiarajan . La película contó con música compuesta por Govind Vasantha, cinematografía a cargo de Ramji y edición realizada por Ruben . Gira en torno a un abogado novato que conduce a la reapertura de un notorio caso de 15 años de un asesino muerto, acusado de haber secuestrado y asesinado a niñas.
Ponmagal Vandhal estaba inicialmente programado para su estreno en cines el 27 de marzo de 2020; sin embargo, se pospuso indefinidamente, siguiendo las órdenes del gobierno de Tamil Nadu de cerrar las salas de cine, como medida de precaución de seguridad debido a la pandemia de COVID-19 . Posteriormente, los productores planearon un lanzamiento digital a través del servicio de transmisión Amazon Prime Video . Siendo la primera película digital india de Amazon y la primera película tamil que se estrena en una plataforma de transmisión luego de las restricciones pandémicas, la película se estrenó digitalmente el 29 de mayo de 2020 y recibió críticas mixtas de los críticos, elogiando la actuación de Jyothika, la historia y el mensaje social transmitido en el película, pero criticó la falta de profundidad en la narración, el ritmo lento y el guion lleno de clichés. Sin embargo, se convirtió en una de las películas más vistas en los servicios de transmisión digital del año.

## Trama
En 2004, una mujer del norte de la India llamada 'Psycho' Jothi es condenada por el asesinato de 2 jóvenes, Rohit y Diwakar, y el secuestro y asesinato en serie de numerosas niñas, y se revela que fue asesinada en un encuentro cuando ella intentó escapar. 15 años después, un residente de Ooty llamado 'Petición' Pethuraj reabre el caso, citando que Jothi es inocente y desea defenderla. Venba, la hija de Pethuraj y abogada aficionada, busca revivir el caso en medio de oposiciones. Después de probar que el principal testigo presencial, Ramar, que había testificado contra Jothi, estaba en Chennai en el momento del asesinato, y que era simplemente un personaje inventado por el oficial investigador DSP R. Alexander, Venba logra obtener una segunda audiencia. . Esto lleva a que el fiscal sea reemplazado por Rajarathinam, un renombrado abogado criminalista designado por un empresario Varadharajan, el padre de Rohit. Rajarathinam logra demostrar que las afirmaciones de Venba de que Ramar era un testigo ilegítimo son falsas al anular la coartada que Venba había descubierto. Durante la siguiente audiencia, Venba revela que Jothi no era una inmigrante del norte de la India, sino una mujer tamiliana cuyo nombre era Sakthijothi. Sakthijothi se había fugado con un hombre de una casta diferente y se mudó a Jaipur a principios de la década de 1990 y, como resultado, su padre y familiares asesinaron a su esposo en nombre del asesinato por honor . Venba le pide a Pethuraj que suba al estrado, quien luego testifica que una Sakthijothi embarazada había venido a Ooty en busca de refugio y comenzó a quedarse con Pethuraj y su esposa Philomina. Un día, varios años después, Pethuraj escuchó los gritos de la hija de Sakthijothi desde el camino fuera de la casa y vio a Sakthijothi persiguiendo un automóvil en el que se llevaban a su hija, que se muestra que era de Rohit y Diwakar. Venba luego muestra otro video de Jothi corriendo con una niña, diciendo que Jothi no trató de secuestrarla, ya que la niña era la hija de Jothi, revelando que en realidad es la hija de Sakthijothi, Venba Sakthijothi. Al confrontar a Varadharajan por ocultar varios detalles sobre el caso, Rajarathinam se encuentra con Alexander, quien revela varios hechos sobre el caso que nunca salieron a la luz. Se revela que Jothi había descubierto el paradero de un búngalo en ruinas en Lovedale, que se dice que fue un escondite para Rohit y Diwakar, quienes solían secuestrar y violar a niñas allí. El cadáver de una niña fue encontrado enterrado afuera del búngalo, quien luego fue identificada como Ángel, una niña que había desaparecido durante una convención escolar.
Venba afirma que Alexander había cometido perjurio cuando testificó que había arrestado a Jothi en Tiruppur, revelando que el arresto fue realizado por el subinspector Suresh Pandian. Sin embargo, cuando solicita convocar a Suresh Pandian para que testifique en la próxima audiencia, Rajarathinam revela que Suresh Pandian se había suicidado la noche anterior debido a la presión del trabajo. Venba y Pethuraj están perdidos ya que Suresh Pandian era el as bajo la manga. Después de pasar por un revés emocional, Venba revela en la siguiente audiencia que Rohit y Diwakar la violaron brutalmente, y luego revela que la condena de Jothi y la muerte de Suresh Pandian fue una conspiración de Varadharajan para salvar a su hijo y su familia. propia reputación, y que DSP Alexander y todo el equipo de investigación estaban involucrados en el complot, pero dice que no puede probarlo. Sin embargo, recibe un inmenso apoyo del público después de esto, la mayoría de los cuales creen en la inocencia de Jothi. El día del juicio, el juez cambia de opinión y convoca a Varadharajan para que esté presente en la próxima audiencia para testificar. Sin embargo, el juez continúa aceptando un soborno de Varadharajan, prometiéndole un veredicto favorable, una acción que es despreciada por el amigo del primero, Karpooram, quien lo reprende.
En la siguiente audiencia, Varadharajan sube al estrado y Venba lo acusa abiertamente de ser un criminal despiadado que ha estado construyendo su reputación al silenciar a todos aquellos que han alzado la voz en su contra. El juez no permite que Varadharajan abandone la sala del tribunal hasta que se complete el interrogatorio de Venba, lo que implica que se ha reformado. Luego, Venba presenta a un testigo que, según ella, puede confirmar la presencia de Varadharajan en la fábrica de té donde mataron a tiros a Jothi, y le pregunta irrespetuosamente a Varadharajan por qué estaba presente allí. Varadharajan luego se burla del sistema judicial con ira, diciendo que no pueden condenarlo por nada. Venba luego pinta una imagen de todo el crimen que tuvo lugar en 2004. Después de perseguir el automóvil en el que secuestraron a Venba, Sakthijothi, angustiada, corrió por la aldea en busca de su hija y finalmente descubrió el búngalo afuera del cual encuentra la ropa de Venba. Ella entra para encontrar a Venba luchando por su vida y encuentra el cadáver de otra niña, que se revela que era Angel, a quien luego entierra fuera del búngalo. Mientras intenta regresar a casa, Rohit y Diwakar la interceptan, y logra apoderarse de la pistola de Rohit, con la que les dispara a ambos y los mata. A pesar de las reservas de Pethuraj, Sakthijothi entrega a Venba a la pareja, les pide que la cuiden y se entrega a Suresh Pandian. Por orden de Alexander, un inconsciente Suresh Pandian lleva a Sakthijothi a la fábrica de té, donde el propio Varadharajan la mata a tiros. Rajarathinam no hace una refutación y Varadharajan es condenado. En un servicio conmemorativo para Sakthijothi, Rajarathinam le revela a Venba que él sabe que ella no es la hija de Sakthijothi, sino la joven Angel. Se revela que al llegar al búngalo, Sakthijothi no encontró a Angel, sino a Venba muerto. Después de enterrar el cadáver de su hija, Sakthijothi salvó al angustiado Ángel y mató a los 2 jóvenes. Cuando Rajarathinam le pregunta por qué hizo tanto por una mujer que ni siquiera conocía, Angel revela que el dolor que ella y Sakthijothi sufrieron fue el mismo y que seguirá viviendo como la hija de Sakthijothi, Venba.

## Producción

### Desarrollo
En julio de 2019, el actor Suriya anunció que su próxima producción bajo su productora 2D Entertainment se titula Ponmagal Vandhal, que se deriva de una canción de Sorgam (1970).  La película estaría protagonizada por la esposa de Suriya, Jyothika, y sería dirigida por JJ Frederick en su debut como director. Frederick, quien fue alumno de Loyola College, Chennai ; dirigió dos cortometrajes en un año, que se abrieron con elogios de la crítica y trabajó como asistente del director I. Ahmed en el proyecto propuesto Idhayam Murali, lo que no sucedió.  Le presentó cuatro de sus historias a Suriya, y a este último le gustó una de sus historias que finalmente se convirtió en Ponmagal Vandhal .  Frederick reveló que la película habla sobre la agresión sexual y la violencia contra los niños, que se considera un tema delicado y que tuvo un gran impacto en la sociedad.  Aunque no se acercó a ninguna organización no gubernamental, se acercó a muchas personas afectadas por este problema. Mientras escribía el guion de la película, Frederick consultó a asesores legales, incluido Rajasekhar Pandian, coproductor de la película, y visitó los procedimientos judiciales como parte de su investigación. 

### Fundición
Una vez que Frederick completó el guion, se acercó a Jyothika y finalmente ella aceptó interpretar el papel. Aunque estaba nervioso acerca de acercarse a un actor importante para que interpretara el papel principal, también confiaba en esto, ya que observó que otros cineastas jóvenes tenían la oportunidad de trabajar con actores importantes, por ejemplo, Pa. Ranjith trabajó con Rajinikanth dos veces en Kabali y Kaala, y Lokesh Kanagaraj dirigió a Vijay en Master . El otro elenco de apoyo tenía un conjunto de cineastas y guionistas veteranos: Parthiban, Bhagyaraj, Pandiarajan, Pratap K. Pothan y Thiyagarajan . El equipo técnico está formado por Govind Vasantha como director musical; Ramji se encargó de la cinematografía de la película y Ruben estuvo a cargo de la edición de la película.

### Rodaje
La fotografía principal comenzó en julio de 2019, luego del anuncio de la película. Durante el rodaje de la película en Ooty, el equipo enfrentó dificultades para continuar con la producción, ya que Ooty recibió la lluvia más alta en cerca de 80 años, lo que se consideró una "tarea desafiante" según Frederick. A Jyothika se le diagnosticó fiebre alta como resultado de la filmación en el clima, pero continuó filmando sus partes. La mayoría de las partes de la película se rodaron en un pequeño escenario de sala de tribunal diseñado en Adityaram Studios en Chennai. Luego de completar los principales programas en Ooty y Kodaikanal, el equipo se dirigió a Chennai para el último programa de filmación, donde se filmaron las escenas en la sala del tribunal. Aunque el rodaje se completó en noviembre de 2019, el equipo tuvo que filmar escenas de retazos que extendieron el cronograma. La producción se completó en enero de 2020.

## Banda sonora
La banda sonora fue compuesta por Govind Vasantha, con letras escritas por Vivek y Uma Devi. Un sencillo de la película titulado "Vaa Chellam", cantado por la cuñada de Jyothika, Brindha Sivakumar, fue lanzado el 6 de marzo de 2020. El segundo sencillo titulado "Vaan Thooralgal", cantado por Chinmayi, fue lanzado el 17 de abril de 2020. El álbum de la banda sonora, que incluye cinco pistas, fue lanzado por Sony Music India el 18 de mayo de 2020. El álbum se abrió a críticas positivas de los críticos. Behindwoods le dio al álbum 3 de 5 diciendo "Govind Vasantha se sumerge directamente en tu corazón solo con las melodías seductoras y conmovedoras". Indiaglitz escribió en su reseña: "La alegre composición de Govind hace que el álbum sea agradable al instante" y le dio 2,75 de 5 estrellas.
| Track listing |                   |           |          |  |
| N.º           | Título            | Singer(s) | Duración |  |
| 3.            | «Vaanamai Naan»   | Chinmayi  |          |  |
| 16.           | «Vaan Thooralgal» |           |          |  |
| 18.           | «Vaa Chellam»     |           |          |  |

## Realización
Ponmagal Vandhal estaba originalmente programado para un estreno en cines el 27 de marzo de 2020. Pero el gobierno de Tamil Nadu dirigido por el ministro Principal Edappadi K. Palaniswami había ordenado el cierre de los cines para frenar la propagación de la pandemia de COVID-19, lo que provocó que la película se pospusiera indefinidamente. En abril de 2020, los cineastas comenzaron a negociar con el servicio de transmisión digital Amazon Prime Video para estrenar la película en línea, convirtiéndose así en la primera vez en el cine tamil que una película se estrena en un servicio de transmisión, en lugar de un estreno teatral tradicional. Los miembros de la Asociación de Propietarios de Teatros de Tamil Nadu estaban molestos con los desarrollos del lanzamiento digital de la película, citando que una película hecha para cines debería tener primero un estreno en cines y luego estrenarse en otras plataformas digitales. La asociación también había llamado a boicotear las películas de Suriya y las películas producidas por su marca 2D Entertainment, citando posibles pérdidas financieras para los cines. Sin embargo, otros productores cinematográficos tamiles dieron la bienvenida a la medida, ya que tienen todos los derechos para vender su película a cualquier plataforma para recuperar la pérdida y otras industrias habían iniciado esta medida. Luego de una reunión pública con distribuidores, exhibidores y productores de películas, los miembros anunciaron más tarde que los productores de películas de pequeño y mediano presupuesto pueden tener opciones para vender los derechos cinematográficos a plataformas de transmisión, mientras que las películas de gran presupuesto no pueden estrenarse directamente; aunque Suriya vendió su película de gran presupuesto Soorarai Pottru al mismo servicio de transmisión para un lanzamiento digital.
Ponmagal Vandhal fue la primera película india de Amazon y la principal película tamil en tener un lanzamiento digital. El 15 de mayo de 2020, Amazon Prime Video confirmó oficialmente el lanzamiento de siete películas indias distribuidas por la plataforma, incluida otra película tamil Penguin . El tráiler oficial de esta película se lanzó el 21 de mayo de 2020; Para tener un amplio alcance entre las audiencias del sur de la India, el tráiler de la película se transmitió simultáneamente en 31 canales de televisión en Tamil Nadu y recibió más de 20 millones de visitas a través de YouTube y televisores. La película comenzó a transmitirse en Amazon Prime Video la medianoche del 28 de mayo de 2020, antes del estreno programado.

## Recepción
La película recibió críticas mixtas de los críticos. M. Suganth de The Times of India lo calificó con 2 estrellas de 5 y dijo: "Porque, tanto en su escritura como en su realización, hay una fuerte sensación de hecho para la televisión sobre este proyecto [. . . ] En lo que respecta a los dramas judiciales, Ponmagal Vandhal es decididamente mediocre. En lugar de diálogos ardientes y argumentos cargados entre los abogados de la oposición, lo que obtenemos son declaraciones emocionales que se hacen pasar como prueba explosiva".  Baradwaj Rangan de Film Companion South escribió en su reseña que " Ponmagal Vandhal se trata de algo que todos deberían saber, preocuparse y querer hacer algo. Se trata de la carga del trauma, una vida vivida con el recuerdo del abuso infantil que no se detiene con el evento en sí, sino que se filtra en tus células a medida que creces, alterando para siempre tu identidad, tu percepción de ti mismo. Pero el director no confía en su material. No confía lo suficiente en la audiencia como para sentir que este "problema" es suficiente y no necesita ser sensacionalizado a bajo precio ". Pradeep Kumar de The Hindu elogió la entrega de la película de una "línea poderosa de mensajes", pero también señaló que la película "cae presa de la fórmula del cine tamil", y no brinda suficiente tiempo para que los espectadores procesen las emociones.
Divya Nair de Rediff.com calificó con 1 de 5 estrellas y afirmó: "Es injusto que buenos actores como Jyotika y Parthiban se desperdicien en lo que podría haber sido un espectacular drama judicial, respaldado por hechos y evidencia en lugar de lágrimas y palabras". Shubhra Gupta de The Indian Express calificó con 2 de 5 estrellas al afirmar que "Jyotika lleva la película con su actuación. Pero la película falla en su propio tema por su insensibilidad: enfocar la cámara en niñas maltratadas y sangrando de esta manera es más lascivo que cualquier otra cosa. Querer hacer películas sobre temas importantes es importante, pero la ejecución es aún más importante". Gauthaman Bhaskaran de News18 calificó con 1.5 de 5 estrellas y dijo: "Hay muy poca novedad en Ponmagal Vandhal, excepto por el hecho de que Venba de Jyotika usa lágrimas y emociones para convencer al juez con muy poca evidencia sólida para demostrar su punto". Escribiendo para The New Indian Express, Sudhir Srinivasan declaró: "Para una película sobre un crimen enterrado que se desentraña después de que se reabre un caso anterior, los procedimientos judiciales se sienten frustrantemente espurios".
En una reseña positiva, Ranjani Krishnakumar de Firstpost calificó con 3.5 de 5 estrellas al afirmar que " Ponmagal Vandhal encaja perfectamente en la búsqueda de Jyotika. Cada película es un hito en su viaje decidido por el empoderamiento de las mujeres. Este hito es uno de empatía. Ponmagal Vandhal es la historia de Venba que se puso en la piel de otra mujer. Pero también es un llamado de atención para que todos creamos en las historias de mujeres". Y continuó diciendo: "Para apreciar la filmografía de Jyotika, uno debe creer en su búsqueda. Durante las promociones de la película, ha dicho repetidamente que el "mensaje" de la película es lo que la atrajo. Y que quiere hacer películas de las que sus hijos estén orgullosos. Naturalmente, sus películas vienen con mucha editorialización. Ponmagal Vandhal no es diferente". Janani K de India Today otorgó 3 de 5 estrellas diciendo "Ponmagal Vandhal, protagonizada por Jyotika, transmite un fuerte mensaje sobre el sistema judicial, el abuso sexual y el trauma que atraviesan los sobrevivientes. Aparte de algunas fallas en el guion, la película toca un tema delicado al que el país no le presta mucha atención".
El crítico del Hindustan Times, Haricharan Pudipeddi, escribió: "Las películas de Jyotika, a diferencia de la mayoría de las películas tamiles centradas en mujeres, no son corrientes y siempre tienen un propósito. Ponmagal Vandhal también tiene un propósito y es un intento loable del cineasta primerizo JJ Fredrick, quien nos brinda un drama legal que hace algunas preguntas incómodas sobre la seguridad de las niñas. Las escenas de la sala del tribunal se vuelven un poco dramáticas, pero el mensaje nunca se vuelve sermoneador". Behindwoods calificó con 2.75 de 5 estrellas y dijo que " Ponmagal Vandhal de Jyothika es una película valiosa, que todos deben ver por el mensaje contundente que lleva a casa". Sowmya Rajendran de The News Minute otorgó 3 de 5 estrellas y dijo: " Ponmagal Vandhal es ambicioso en lo que quiere hacer y Fredrick tiene buenos instintos como cineasta. Solo necesita confiar más en su material y medio".

## Premios y nominaciones
- Premio Filmfare a la mejor actriz - Tamil por Jyothika - Nominada[47]